# 랜스 헨릭슨
랜스 헨릭슨(Lance Henriksen, 1940년 5월 5일 ~ )은 미국의 배우이다. 드라마 《밀레니엄》(1996-99)을 통해 1997년부터 1999년까지 3년 연속 골든 글로브상 텔레비전 시리즈 드라마 부문 남우주연상 후보에 올랐다.

## 출연 작품

### 영화
- 북극의 제왕 (1973)
- 뜨거운 오후 (1975)
- 네트워크 (1976)
- 미지와의 조우 (1977)
- 오멘 2 (1978)
- 방문객 (1979)
- 피라냐 2 (1981)
- 도시의 제왕 (1981)
- 필사의 도전 (1983) - 월리 시라 역
- 터미네이터 (1984)
- 톱니 바퀴의 칼날 (1985)
- 에이리언 2 (1986)
  - 에이리언 3 (1992)
- 죽음의 키스 (1987)
- 펌프킨헤드 (1988)
- 하우스 3 (1989)
- 쟈니 핸섬 (1989)
- 펜드럼 (1991)
- 제니퍼 연쇄 살인 사건 (1992)
- 슈퍼 마리오 (1993)
- 맥스 3000 (1993)
- 하드 타겟 (1993)
- 사이보그 나이트 (1993)
- 압솔롬 탈출 (1994)
- 컬러 오브 나이트 (1994)
- 인터셉터 2 (1995)
- 퀵 앤 데드 (1995)
- 데드 맨 (1995)
- 파우더 (1995)
- DNA 전사 (1995)
- 배드 컴퍼니 (1995)
- 타잔 (1999) - 목소리
  - 타잔 2 (2005)
- 스크림 3 (2000)
- 미믹 3 (2003)
- 모딜리아니 (2004)
- 매드하우스 (2004)
- 에이리언 VS. 프레데터 (2004)
- 헬레이저 8 - 헬월드 (2005)
- 낯선 사람에게서 전화가 올 때 (2006)
- 어바머너블 (2006)
- 스파이더 웹 (2007)
- 데드워터 (2008)
- 아팔루사 (2008)
- 피스톨 휩트 (2008)
- 어론 인 더 다크 2: 마녀 사냥꾼 (2008)
- 스크리머스: 더 헌팅 (2009)
- 죽여줘! 제니퍼 (2009)
- 사이러스: 마인드 오브 어 시리얼 킬러 (2010)
- 스크림 오브 더 밴쉬 (2010)
- 팬텀: 라스트 커맨더 (2013)
- 가름워즈: 마지막 예언자 (2014)
- 하빈저 다운 (2015)
- 거대말벌의 습격 (2015)
- 데이라이트 엔드: 인류 멸망의 날 (2016)
- 맘&대드 (2017)
- 빅풋 레전드 (2018)
- 범죄도시: 나쁜놈들 전성시대 (2019)
- 언힐러 (2021)

### 텔레비전
- A 특공대 (1984)
- 미녀와 야수 (1989)
- 밀레니엄 (1996-99)
- 엑스파일 (1999)
- 슈퍼 로봇 몽키 (2005) - 목소리
- Transformers: Animated (2008-09) - 목소리
- NCIS (2009)
- 어벤저스: 지구 최강의 영웅들 (2010) - 목소리
- 캐슬 (2010)
- 오즈의 마법사: 그레이트 매직 (2011)
- 트론: 업라이징 (2012-13) - 목소리
- 코라의 전설 (2012) - 목소리
- 한니발 (2013)
- 더 스트레인 (2014)
- 줄리언 대왕 만세 (2014-17) - 목소리
- 돌연변이 특공대 닌자 거북이 (2015) - 목소리
- 블랙리스트 (2015-16)
- 그레이 아나토미 (2016)
- 크리미널 마인드 (2016)
- 나이트 시프트 (2016)
- 레전드 오브 투모로우 (2016)
- 라푼젤 시리즈 (2018-20) - 목소리
- 뉴 루니 툰 (2020) - 목소리
- 베터 씽스 (2020)